# GABRB1
GABRB1 (англ. Gamma-aminobutyric acid type A receptor beta1 subunit) – білок, який кодується однойменним геном, розташованим у людей на короткому плечі 4-ї хромосоми.  Довжина поліпептидного ланцюга білка становить 474 амінокислот, а молекулярна маса — 54 235.
| 10         |  | 20         |  | 30         |  | 40         |  | 50         |
| ---------- |  | ---------- |  | ---------- |  | ---------- |  | ---------- |
| MWTVQNRESL |  | GLLSFPVMIT |  | MVCCAHSTNE |  | PSNMSYVKET |  | VDRLLKGYDI |
| RLRPDFGGPP |  | VDVGMRIDVA |  | SIDMVSEVNM |  | DYTLTMYFQQ |  | SWKDKRLSYS |
| GIPLNLTLDN |  | RVADQLWVPD |  | TYFLNDKKSF |  | VHGVTVKNRM |  | IRLHPDGTVL |
| YGLRITTTAA |  | CMMDLRRYPL |  | DEQNCTLEIE |  | SYGYTTDDIE |  | FYWNGGEGAV |
| TGVNKIELPQ |  | FSIVDYKMVS |  | KKVEFTTGAY |  | PRLSLSFRLK |  | RNIGYFILQT |
| YMPSTLITIL |  | SWVSFWINYD |  | ASAARVALGI |  | TTVLTMTTIS |  | THLRETLPKI |
| PYVKAIDIYL |  | MGCFVFVFLA |  | LLEYAFVNYI |  | FFGKGPQKKG |  | ASKQDQSANE |
| KNKLEMNKVQ |  | VDAHGNILLS |  | TLEIRNETSG |  | SEVLTSVSDP |  | KATMYSYDSA |
| SIQYRKPLSS |  | REAYGRALDR |  | HGVPSKGRIR |  | RRASQLKVKI |  | PDLTDVNSID |
| KWSRMFFPIT |  | FSLFNVVYWL |  | YYVH       |  |            |  |            |

A: Аланін

C: Цистеїн

D: Аспарагінова кислота

E: Глутамінова кислота

F: Фенілаланін

G: Гліцин

H: Гістидин

I: Ізолейцин

K: Лізин

L: Лейцин

M: Метіонін

N: Аспарагін

P: Пролін

Q: Глутамін

R: Аргінін

S: Серин

T: Треонін

V: Валін

W: Триптофан

Кодований геном білок за функціями належить до рецепторів, іонних каналів, хлорних каналів. 
Задіяний у таких біологічних процесах як транспорт іонів, транспорт, поліморфізм, альтернативний сплайсинг. 
Білок має сайт для зв'язування з хлоридом. 
Локалізований у клітинній мембрані, мембрані, клітинних контактах, синапсах.